# Francisco Vicente Assis
Francisco Vicente Assis (ur. 25 grudnia 1974) – angolski piłkarz grający na pozycji pomocnika.

## Kariera klubowa
W swojej karierze piłkarskiej Assis grał w klubie Primeiro de Agosto Luanda.

## Kariera reprezentacyjna
W reprezentacji Angoli Assis zadebiutował w 1997 roku. W 1998 roku grał w kadrze Angoli na Puchar Narodów Afryki 1998. Na tym turnieju rozegrał jeden mecz, z Wybrzeżem Kości Słoniowej (2:5). W kadrze narodowej grał do 1999 roku.